# Eric Musselman
Eric Patrick Musselman (ur. 19 listopada 1964 w Ashland) – amerykański koszykarz akademicki, a następnie trener koszykarski, obecnie trener drużyny akademickiej Nevada Wolf Pack.
Jest jedynym zawodnikiem w historii ligi CBA, który prowadził pięciokrotnie składu All-Star. Został pierwszym zawodnikiem w historii profesjonalnej koszykówki, który wygrał 100 spotkań, zanim ukończył 28 lat. W wieku 23 lat został najmłodszym trenerem w historii CBA.
Jest rekordzistą ligi USBL pod względem odsetka zwycięstw (94,6%, 53-3). Jedna z prowadzonych przez niego drużyn w USBL wygrała 15 gier z rzędu, co jest rekordem ligi wśród trenerów.
Jako generalny menadżer zespołu Rapid City Thrillers (później znanego pod nazwą Florida Beach Dogs) w sezonie 1988-89, zatrudnił Flipa Saundersa, jako głównego trenera.

## Osiągnięcia
Na podstawie, o ile nie zaznaczono inaczej.

### Zawodnicze
NCAA
- Uczestnik turnieju NCAA (1984, 1987)
- Mistrz sezonu regularnego konferencji West Coast (WCC – 1984, 1987)
- Zaliczony do I składu West Coast Athletic Conference All-Academic (1985–1987)

### Trenerskie
Drużynowe
- Mistrzostwo:
  - USBL (1995, 1996)
  - turnieju College Basketball Invitational (CBI – 2016)
  - sezonu regularnego konferencji Mountain West NCAA (MWC – 2017, 2018)
  - turnieju MWC (2017)
- Wicemistrzostwo CBA (1990, 1992)

Indywidualne
- Trener roku:
  - D-League (2012)
  - USBL (1996)
  - konferencji MWC NCAA (2018)
- Trener jednej z drużyn podczas meczu gwiazd CBA (1990, 1992, 1993, 1994, 1997)